# Smilax aspera
Smilax aspera — вид квіткових рослин родини Смілаксові (Smilacaceae). лат. aspera — «грубий».

## Опис
Багаторічна, вічнозелена витка рослина з гнучким тонким стеблом і з гострими шипами. Стебло 1-4 метрів завдовжки. Листя довжиною 8-10 см, чергові, жорсткі й шкірясті, серцеподібні, з зубчастими краями і колючками. Крім того, жилки на нижній стороні теж із шипами. Квіти, дуже ароматні, невеликі, жовтуваті чи зеленуваті, зібрані в кистях. Період цвітіння в районах Середземномор'я від вересня по листопад. Плоди кулясті ягоди, зібрані в кластери, дозрівають восени. Вони спочатку червоні, пізніше чорніють. Вони мають діаметр 8-10 мм і містять від одного до трьох крихітних круглих насінин. Несмачні й неприємні для людини, вони є джерелом живлення для багатьох видів птахів.

## Поширення
Вид поширений в Центральній Африці (Демократична Республіка Конго, Кенія, Ефіопія), Середземноморській Європі (Албанія, Хорватія, Греція, Італія, Мальта, Франція, Португалія, Іспанія, Гібралтар), помірній Азії (Кіпр, Ізраїль, Йорданія, Ліван, Сирія, Туреччина) і тропічній Азії (Індія, Бутан, Непал). Він також натуралізований в інших регіонах. Він росте в рідколіссі й чагарниках, на висоті 0-1200 м над рівнем моря.

## Галерея

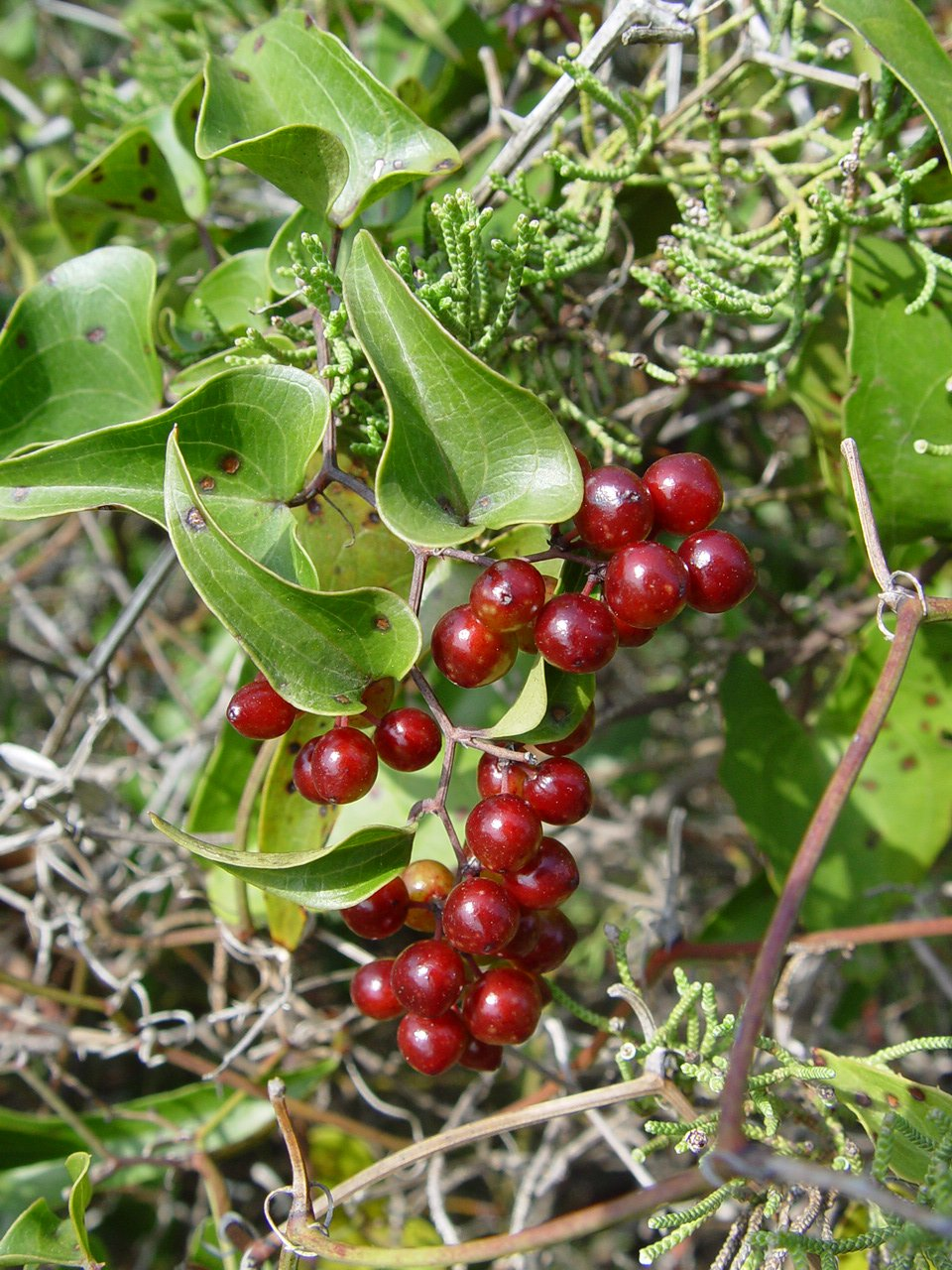
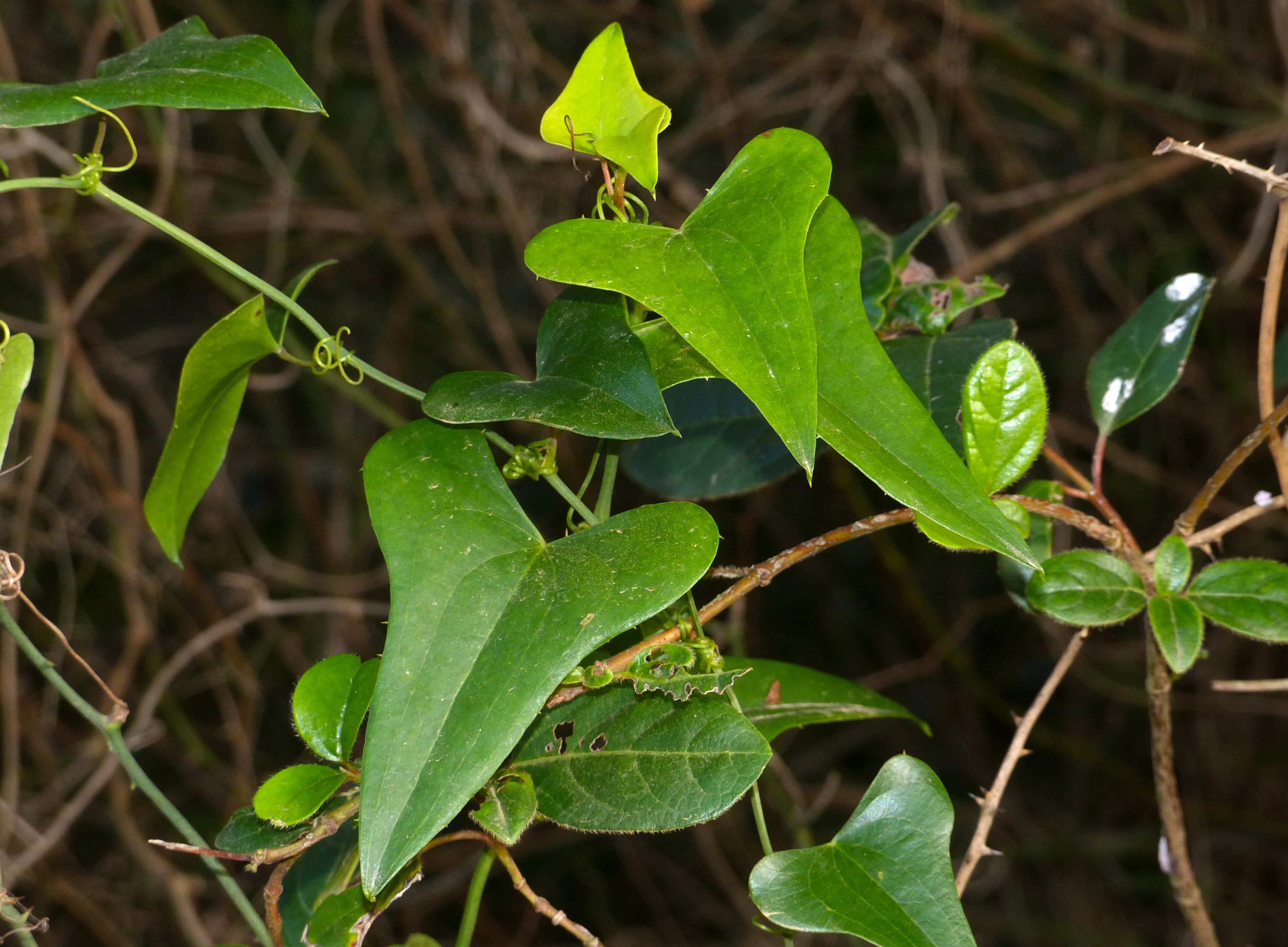
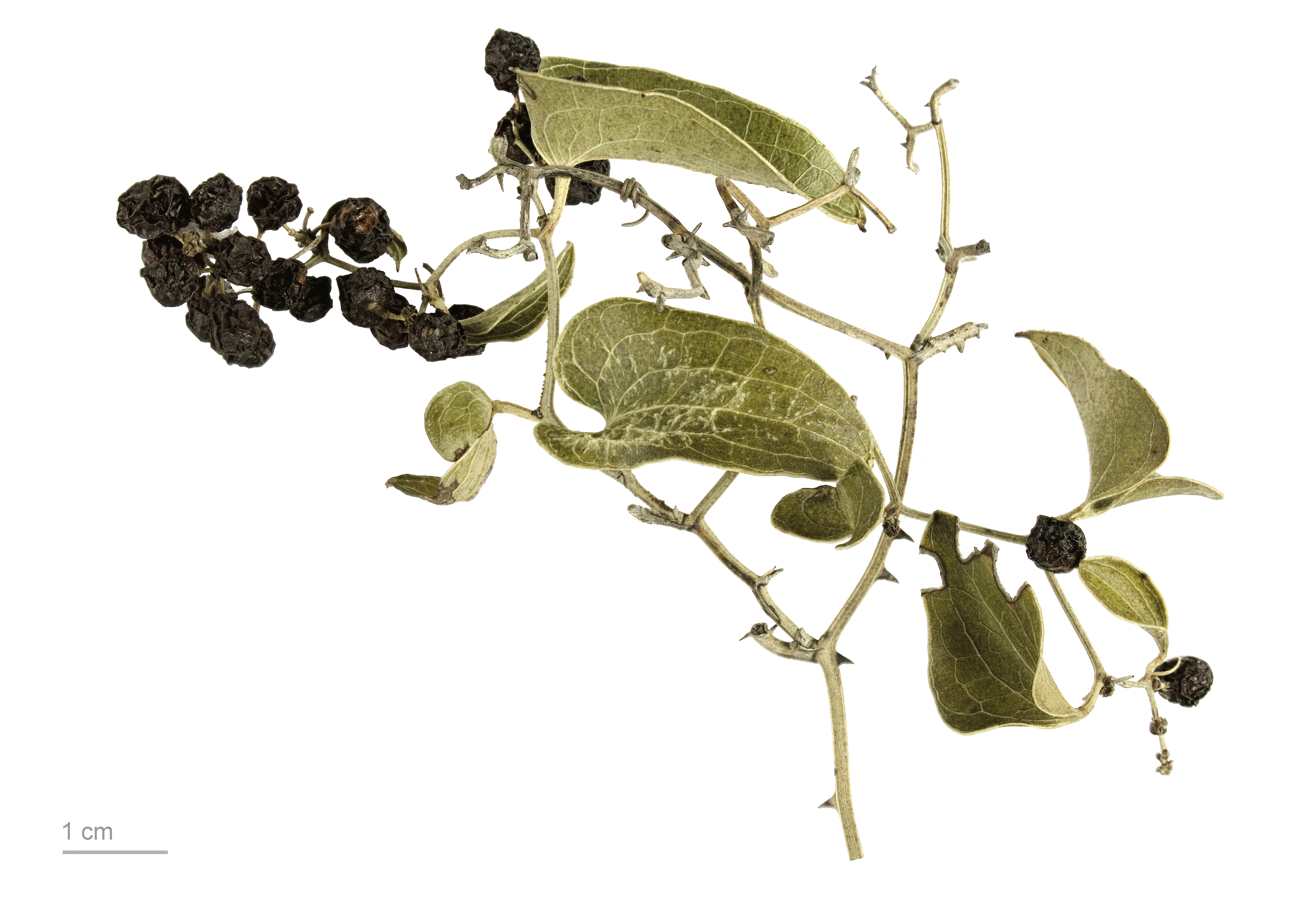